# Monacanthomyia becki
Monacanthomyia becki är en tvåvingeart som beskrevs av James 1948. Monacanthomyia becki ingår i släktet Monacanthomyia och familjen vapenflugor. Inga underarter finns listade i Catalogue of Life.